# Bahri, Akçadağ
Bahri là một thị trấn thuộc huyện Akçadağ, tỉnh Malatya, Thổ Nhĩ Kỳ. Dân số thời điểm năm 2011 là 2.011 người.